# Stefan Lassen
Stefan Lassen (* 1. November 1985 in Herning) ist ein dänischer Eishockeyspieler, der seit 2015 bei den Pelicans in der Liiga unter Vertrag steht.

## Karriere
Stefan Lassen begann seine Karriere als Eishockeyspieler in seiner Heimatstadt in der Nachwuchsabteilung von Herning Blue Fox, für dessen Profimannschaft er in der Saison 2002/03 sein Debüt in der AL-Bank Ligaen gab und mit der er auf Anhieb Dänischer Meister wurde. Zur Saison 2004/05 wechselte der Verteidiger innerhalb der höchsten dänischen Spielklasse zu den Frederikshavn White Hawks, kehrte jedoch nach nur einem Jahr wieder nach Herning zurück, mit dem er 2007 und 2008 erneut den dänischen Meistertitel gewann. Die Saison 2009/10 verbrachte er bei Leksands IF in der HockeyAllsvenskan, der zweiten schwedischen Spielklasse.

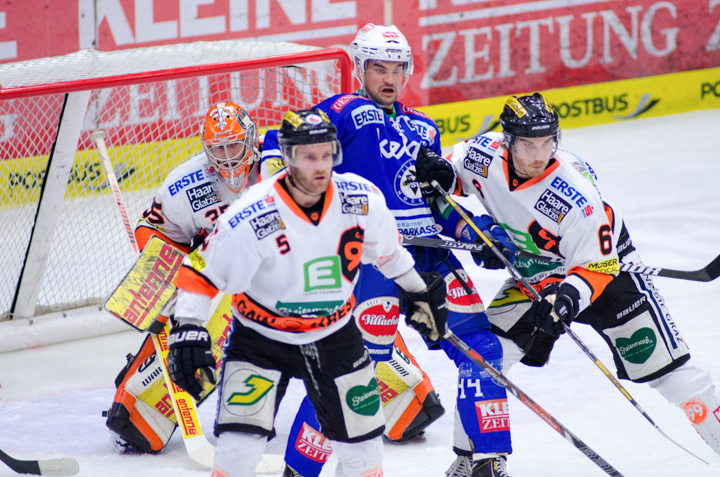
Stefan Lassen (rechts) im Trikot der EC Graz 99ers

Zur Saison 2010/11 wurde er von Djurgårdens IF verpflichtet. Für den schwedischen Hauptstadtklub bestritt er in der Elitserien insgesamt 45 Spiele und erzielte dabei zwei Tore und eine Vorlage. 2010 und 2011 nahm er mit dem DIF zudem in der Saisonvorbereitung jeweils an der European Trophy teil. Im August 2011 unterschrieb Lassen einen Vertrag bei den Malmö Redhawks aus der HockeyAllsvenskan. Nach zwei Spielzeiten in Malmö wechselte der Däne im Vorfeld der Saison 2013/14 in die österreichische EBEL zu den EC Graz 99ers. Im März 2015 wurde bekannt, dass der Linksschütze ab der Saison 2015/16 für den finnischen Erstligisten Pelicans aufläuft.

### International
Für Dänemark nahm Lassen im Juniorenbereich an den U18-Junioren-B-Weltmeisterschaften 2002 und 2003 sowie den U20-Junioren-B-Weltmeisterschaften 2003, 2004 und 2005 teil. Im Seniorenbereich stand er im Aufgebot seines Landes bei den A-Weltmeisterschaften 2007, 2008, 2010, 2011 und 2012.

## Erfolge und Auszeichnungen
- 2003 Dänischer Meister mit Herning Blue Fox
- 2007 Dänischer Meister mit Herning Blue Fox
- 2008 Dänischer Meister mit Herning Blue Fox

### International
- 2003 Aufstieg in die Top-Division bei der U18-Junioren-Weltmeisterschaft der Division I

## Elitserien-Statistik
(Stand: Ende der Saison 2011/12)